# Paractenomorpha baehri
Paractenomorpha baehri is een insect uit de orde Phasmatodea en de familie Phasmatidae. De wetenschappelijke naam van deze soort is voor het eerst geldig gepubliceerd in 2004 door Hennemann & Conle.